# Haruichi Furudate
Haruichi Furudate (春一古舘?, Furudate Haruichi; Prefettura di Iwate, 7 marzo 1983) è un fumettista giapponese.
Nato nella Prefettura di Iwate, durante le medie fu un giocatore di pallavolo nella posizione di centrale. Dopo il diploma si trasferì nella prefettura di Miyagi.
Ha raggiunto la notorietà grazie al fortunato manga Haikyu!! - L'asso del volley di cui è disegnatore e scrittore, ma il suo primo manga serializzato fu Il diario oscuro sulla rivista giapponese Shonen Jump.

## Opere
- King Kid (王様キッド?, Ousama Kid), One-shot (2008)[3]
- Il diario oscuro (2010)
- Haikyu!! (2012 - 2020)
- Nisekyuu!! (2013): crossover con Nisekoi di Naoshi Komi